# Хабаш аль-Хасиб
Абу Джафар Ахма́д ибн Абдулла́х аль-Марвази́ (араб. أحمد المروزي‎), известный также под именем Хаба́ш аль-Ха́сиб (араб. حبش الحاسب‎; Мерв, ок. 770 — Багдад, ок. 870) — одна из самых важных и интересных фигур в ранней исламской астрономии и математики.

## Биография
Родом из Марва, но жил в Багдаде. Прозвище «Хабаш» («Абиссинец») нигде не объяснено, но возможно дано ему из-за тёмного цвета его кожи. Фихрист (стр. 275) упоминает только то, что он достиг 100-летнего возраста, Ибн аль-Кифти (Тарих, 170) даёт более подробную информацию о своей жизни и различных этапах своей научной деятельности. По его словам, он жил в царствования аль-Мамуна и аль-Му’тасима, что подтверждается Ибн Юнусом, который сообщает о наблюдениях, сделанных Хабашем в Багдаде в 829 и 864. Работал в «Доме Мудрости» в Багдаде в одно время с аль-Хорезми, аль-Фаргани и другими выдающимися учёными, а также в Дамаске. Участвовал в определении длины одного градуса земного меридиана.
Его сын Абу Джафар был также известным астрономом и создателем астрономических инструментов.

## Труды
Аль-Марвази принадлежат:
- «Книга о трёх касающихся кругах и способе их связи»,
- «Книга о глобусе»,
- «Книга о сферической астролябии»,
- «Книга об армиллярной сфере»,
- «Книга о расстояниях до небесных тел и их размерах»,
- «Книга о солнечных часах».

Ему также принадлежат три зиджа, один из которых являлся обработкой индийских таблиц, называемых в арабской литературе «синдхинд», а два других были составлены по данным его собственных наблюдений.
Аль-Марвази ввёл в тригонометрию понятия тангенса и котангенса и составил таблицы этих функций, самые ранние в истории науки. Он предложил итерационный метод решения трансцендентного уравнения {\displaystyle t=\theta -k\sin \theta }, применявшегося в теории параллакса (это уравнение впоследствии было названо уравнением Кеплера).